# Ottilia di Hohenbourg

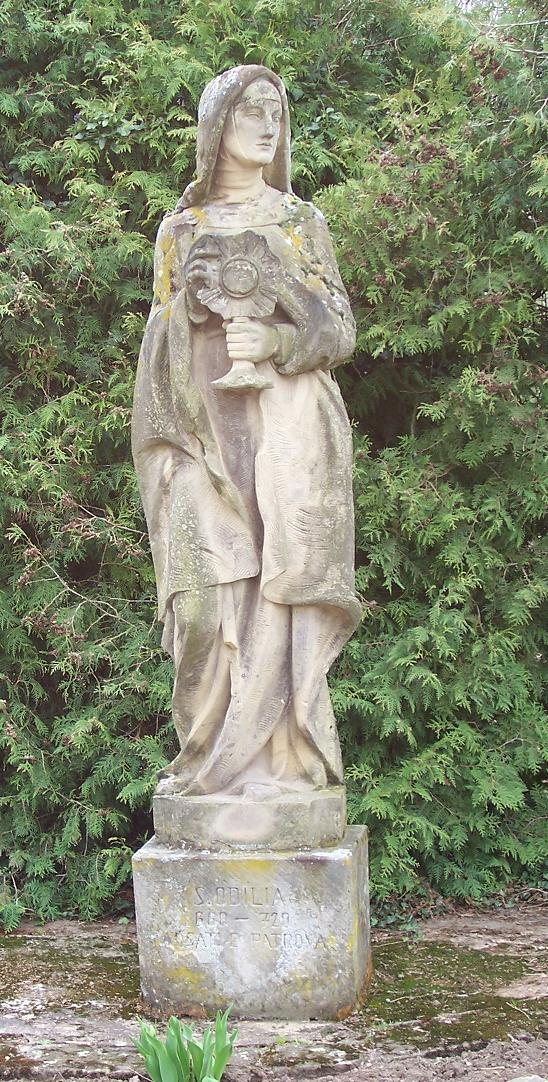
Statua di sant'Ottilia ad Avolsheim

Ottilia, od Odilia (Obernai, 660 – Hohenbourg, 720), fu la fondatrice e la prima badessa dell'abbazia di Hohenbourg; è venerata come santa dalla Chiesa cattolica.

## Biografia
Figlia del duca della contea d'Alsazia Adalrico, secondo la tradizione sarebbe nata cieca e sarebbe stata per questo rinnegata dal padre, che avrebbe anche disposto per la sua uccisione. Nascosta nel monastero di Balma dalla sua nutrice, avrebbe miracolosamente riacquistato la vista al momento del battesimo per opera di sant'Erardo o di sant'Idulfo. Ciò nonostante, il padre volle più avanti darla in sposa, ma ella si rifiutò e dovette per questo fuggire al padre per monti e valli, finché stava per essere da questi catturata quando la roccia su cui stava pregando si aprì improvvisamente e Ottilia sfuggì così al padre. Consapevole, grazie a questo miracolo, che altra era la volontà di Dio per la figlia, il padre, per fare ammenda del suo comportamento precedente, le fece dono del castello di Hohenbourg, sul monte che da lei prenderà poi il nome, fino ad allora residenza della famiglia, destinato a diventare abbazia benedettina con Ottilia come prima badessa. Il padre sostenne anche le spese di adattamento del castello a luogo monastico e verso il 690 gli edifici furono pronti e Ottilia ne prese possesso, alla testa di una comunità di centotrenta religiose appartenenti alla nobiltà renana.
Venne scelta nel XIX secolo come titolare della congregazione missionaria benedettina di Sant'Ottilia, fondata in Baviera nel 1884, il cui motto è lumen caecis (luce per i ciechi).
Nel 1807 papa Pio VII la proclamò patrona dell'Alsazia.
È particolarmente invocata per la guarigione delle malattie agli occhi ed alla testa in generale: memoria liturgica il 13 dicembre (come santa Lucia).
Tre nipoti di sant'Ottilia, figlie del fratello, Adalberto duca della contea d'Alsazia (verso il 673- verso il 722) divennero badesse e sante: sant'Eugenia, santa Gondelinda (o Gerlinda), prima badessa dell'Abbazia di Santa Maria di Niedermünster e sant'Attala (verso il 690 - 741), prima badessa dell'abbazia di Santo Stefano a Strasburgo.

## Reliquie

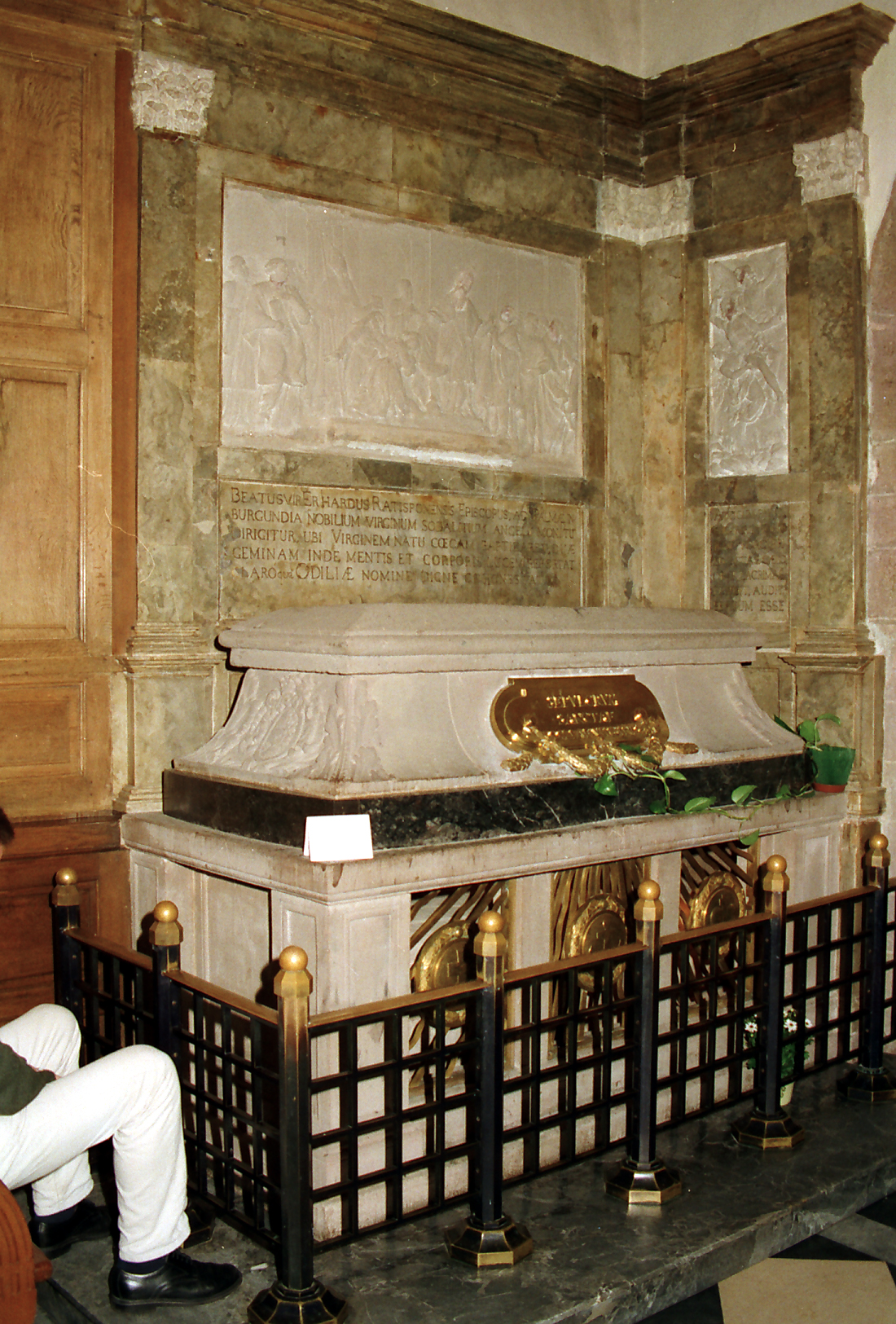
Il sarcofago di Sant'Ottilia nell'abbazia di Hohenbourg

Il corpo della santa è sepolto nel monastero di Mont Sainte-Odile, ma è stato smembrato in più reliquie oggi conservate in vari luoghi di culto.
La testa si troverebbe in Italia, nella chiesa di Tovena, piccolo centro della provincia di Treviso. Una leggenda ricorda come, nella metà del Trecento, un viandante proveniente dal Nord l'avrebbe affidata alla comunità del paese per poi andarsene misteriosamente. Il popolo la riuscì a trasferire nella chiesa solo dopo lunghe preghiere, penitenze e processioni, in quanto il capo parve essersi inchiodato a terra nel punto in cui era stato lasciato dall'oscuro viaggiatore. Gli stessi riti vengono ripetuti ogni anno in occasione delle feste dedicata alla santa, quando la reliquia viene esposta per la pubblica venerazione.
Il braccio destro, donato all'imperatore Carlo IV nel 1353, si trova a Praga.

## Ascendenza
|                       |   |                       | Genitori                |  |  | Nonni    |  |  | Bisnonni |  |
|                       |   |                       |                         |  |  | Adalrico |  |  | …        |  |
|                       |   |                       |                         |  |  | Adalrico |  |  | …        |  |
|                       |   | …                     |                         |  |  | Adalrico |  |  |          |  |
| Eticone               |   |                       |                         |  |  | Adalrico |  |  |          |  |
|                       |   | Hultrude di Burgundia | Guillebaud di Burgundia |  |  |          |  |  |          |  |
|                       |   | Hultrude di Burgundia | Guillebaud di Burgundia |  |  |          |  |  |          |  |
|                       |   | Hultrude di Burgundia | …                       |  |  |          |  |  |          |  |
| Ottilia di Hohenbourg |   | Hultrude di Burgundia |                         |  |  |          |  |  |          |  |
|                       | … | …                     |                         |  |  |          |  |  |          |  |
|                       | … | …                     |                         |  |  |          |  |  |          |  |
|                       | … | …                     |                         |  |  |          |  |  |          |  |
| Berswinde             | … |                       |                         |  |  |          |  |  |          |  |
|                       |   | …                     | …                       |  |  |          |  |  |          |  |
|                       |   | …                     | …                       |  |  |          |  |  |          |  |
|                       |   | …                     | …                       |  |  |          |  |  |          |  |
|                       |   | …                     |                         |  |  |          |  |  |          |  |